# Chamaemelum fuscatum
Chamaemelum fuscatum là một loài thực vật có hoa trong họ Cúc. Loài này được (Brot.) Vasc. mô tả khoa học đầu tiên năm 1966.